# 7562 Kagiroino-Oka
7562 Kagiroino-Oka è un asteroide della fascia principale. Scoperto nel 1986, presenta un'orbita caratterizzata da un semiasse maggiore pari a 2,7689751 UA e da un'eccentricità di 0,0205617, inclinata di 3,28054° rispetto all'eclittica.